# 2016-os ausztráliai általános választás

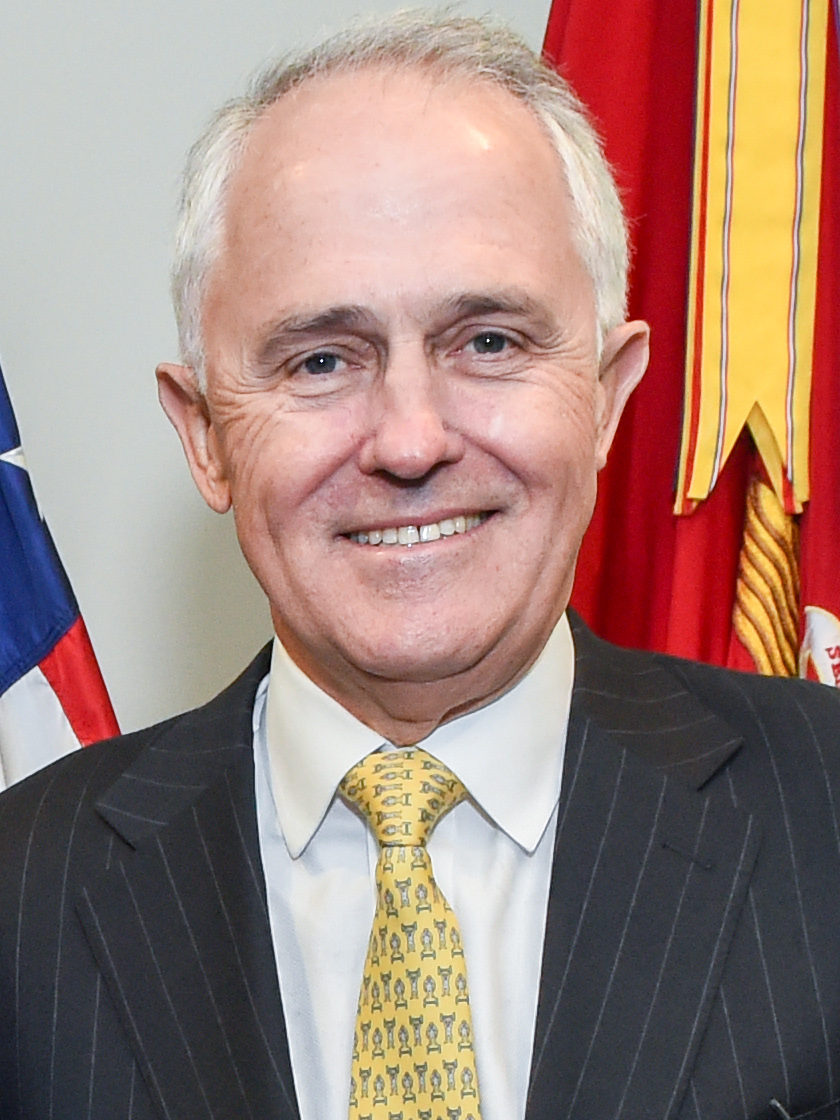
Malcolm Turnbull

2016. július 2-án szombaton szövetségi általános választást tartottak Ausztráliában. Ezen a napon a szavazók megválasztották a 76 tagú szenátus és a 150 tagú képviselőház valamennyi tagját. A választás eredménye rendkívül szoros volt, így még július 7-én sem volt világos, hogy a Malcolm Turnbull vezette koalíció ismét kormányt alakíthat-e, vagy a munkáspárti Bill Shorten lesz-e az új miniszterelnök, illetve esetleg új választást kell kiírni.
Július 10-én, annak ellenére, hogy még folyt a szavazatszámlálás, a már közzétett részeredmények alapján Bill Shorten, az ellenzéki Munkáspárt elnöke gratulált Malcolm Turnbull miniszterelnöknek a választási győzelemhez.